# Pollo al secretario
El Pollo al secretario (denominado también pollo a la secretaria) es una receta de pollo guisado típica de la cocina jienense del municipio de Alcalá la Real (provincia de Jaén). Se trata de un estofado de pollo (con asadura como su propio hígado) con los propios jugos de las verduras trituradas. Es un plato típico de la cultura culinaria jienense que se suele preparar colectivamente en el campo, servir caliente y decorado con pimientos morrones. 

## Historia
El plato, típico de la provincia de Jaén, concentra su popularidad en el municipio de Alcalá de Real. La preparación tiene su origen en una preparación colectiva cuya intención inicial era la preparación de un guisado con arroz con pollo. La historia popular menciona que un grupo de personas a comienzos del siglo XX, entre las que se encontraba el secretario de una entidad bancaria de la localidad, se dirigían a preparar un pollo con arroz y verduras en un lugar del campo lejano a Alcalá de Real. Al iniciar su preparación los asistentes se dan cuenta de la falta del arroz. Se inicia la preparación y mientras el secretario regresa al municipio para volver con el ingrediente olvidado. Los asistentes se dan cuenta de que la preparación se puede realizar con sólo verduras estofadas. El plato quedó finalmente con la denominación del secretario.

## Características
El plato se prepara en dos etapas. En la primera se fríen los trozos de pollo en aceite de oliva hasta que quedan dorados. Se sofríen los ingredientes de hortalizas (generalmente pimientos, cebollas y ajos). Los productos del sofrito se suelen majar hasta conseguir una textura similar a la de un salmorejo. En la segunda fase se estofan los trozos de pollo con la salsa. Suele servirse caliente con unos guisantes y unas tiras de jamón.